# Eunucoidismo
Eunucoidismo é um termo médico para se referir a indivíduos que nasceram com órgãos genitais masculinos, mas que por algum motivo durante a vida se tornaram incapazes reprodutivamente e faltam caracteres masculinos secundários como barba, voz grossa, abundância de pelos, testículos normais e desejo sexual. Tendem a desenvolver aparência sexualmente ambígua ou mais feminina. 
Pode ser primária - por falência testicular  pré-puberal - ou secundária a distúrbios hipofisários ou hipotalâmicos. Pode causar um crescimento anormal das pernas e torso.
Em ambos os casos pode ser devido a:
- Fatores congênitos : deficiências nas rotas metabólicas dos esteróides ou alterações hipofisárias ou supra-hipofisárias ou;
- Fatores adquiridos : castração física ou química, como uso de bloqueadores da testosterona.

No homem é chamado de hipogonadismo por estar associado a baixos níveis de gonadotrofina, mas também existe uma variação feminina em que o mal funcionamento dos ovários causa a infertilidade, o não desenvolvimento de características femininas e crescimento excessivo dos ossos.